# 皮姆·维尔贝克
皮姆·添·维尔贝克（荷蘭語：Peter Tim Verbeek，1956年3月12日—2019年11月28日），簡稱韋碧克（荷蘭語：Pim Verbeek），出生在南荷蘭省鹿特丹，荷蘭足球教練，曾經擔任澳洲的領隊。他的弟弟羅拔·韋碧克同為足球教練。

## 球會
韋碧克在洛達JC展開其足球生涯，其後轉投NAC比達。他的足球生涯大部分時間都是在荷蘭球會鹿特丹斯巴達效力。

## 領隊
2002年世界盃期間，韋碧克擔任韓國領隊胡斯·希丁克的助教，在2006年世界盃則擔任迪克·艾禾卡特的助教。
韓國
2006年6月26日，韓國足球協會與韋碧克簽訂教練合約，直到2008年。他帶領韓國隊成為2007年亞洲盃足球賽季軍，使他們自動獲得2011年亞洲盃足球賽的參賽資格。2007年7月，他在亞洲盃結束後請辭，並說道自己需要稍息約五個月。
澳洲
當韋碧克說願意迎接另一份在亞洲的工作時，澳洲隨即與他洽談，而早在2005年雙方已經就執教與否商談過。2007年12月6日，韋碧克成為澳洲隊領隊。他首場執教的賽事是在2010年世界盃外圍賽以3-0的比分擊敗卡塔爾的賽事。
在對卡塔爾隊的賽前採訪時，韋碧克曾承諾會在電視直播時高唱澳洲國歌《前進的澳大利亞》，條件是澳洲隊符合2010年世界盃的參賽資格。這是回應評論員西蒙·希爾對於他是否認識國歌歌詞的質疑，並提到前任助教同為荷蘭人的祖漢·尼斯堅斯在2006年世界盃澳洲隊的每場賽事前都會唱他們的國歌。
韋碧克對A-League的水平有很多意見，他形容本土球員阿奇·湯臣和丹尼爾·奧索普在對印尼的賽事中的表現是「絕對無望」，並公開質疑積臣·居連拿離開PSV燕豪芬而重返澳洲效力澳職球會的決定。當他被問及如何改善澳職的足球水平時，他回應道：「可以給我一小時嗎？」和「我只是誠實而已」。
2009年6月，在韋碧克帶領下，澳洲隊在以0-0戰平卡塔爾隊的賽事後成為第二個國家（除了主辦國外）奪得2010年世界盃的參賽資格，一小時後日本亦取得參賽資格。
摩洛哥
2010年4月8日，韋碧克獲任命為摩洛哥的國家青年技術總監。他會在8月世界盃結束時才會履行合約。他主要的作用是替未能晉級世界盃和非洲國家盃的摩洛哥隊識別和培育青年人才。

## 執教風格
韋碧克常採用兩名中場支援一名前鋒的戰術。他所帶領的隊伍通常比較慢熱和逐漸策劃攻勢，並倚重大腳長傳。
韋碧克雖然成功使澳洲隊第三次取得世界盃的參賽資格，但受到主流媒體批評為「沉悶足球」。他回應說他注重結果，如果球隊取得世界盃的參賽資格，他就會視為成功。
2010年世界盃，澳洲隊在首場對德國的賽事中以0-4的比分不敵對手。在該場賽事中，韋碧克派遣了一位未受認可的前鋒上陣。他由於未有派遣具備國際水平的攻擊球員，例如約書亞·堅尼地、馬克·比斯安奴和哈利·基維爾而受到澳洲媒體的強烈批評。